# 2408 Astapovich
2408 Astapovich è un asteroide della fascia principale del diametro medio di circa 20,83 km. Scoperto nel 1978, presenta un'orbita caratterizzata da un semiasse maggiore pari a 2,6358174 UA e da un'eccentricità di 0,2443530, inclinata di 17,69196° rispetto all'eclittica.
L'asteroide è dedicato al meteorista russo Igor' Stanislavovič Astapovič.